# Philodicus indicus
Philodicus indicus là một loài ruồi trong họ Asilidae. Philodicus indicus được Joseph & Parui miêu tả năm 1997. Loài này phân bố ở miền Ấn Độ - Mã Lai.